# Micrura tristis
Micrura tristis är en djurart som tillhör fylumet slemmaskar, och som först beskrevs av Ambrosius Arnold Willem Hubrecht 1879.  Micrura tristis ingår i släktet Micrura och familjen Lineidae. Inga underarter finns listade i Catalogue of Life.